# Eiki Nestor
Eiki Nestor (ur. 5 września 1953 w Tallinnie) – estoński polityk, inżynier, działacz związkowy, dwukrotnie minister, deputowany, w latach 2014–2019 przewodniczący parlamentu, były przewodniczący Partii Umiarkowanych.

## Życiorys
Ukończył w 1971 szkołę średnią nr 1 w Tallinnie. W 1976 po ukończeniu studiów w Instytucie Politechnicznym w Tallinnie został inżynierem mechanikiem ze specjalnością w zakresie transportu drogowego.
Pracował w przedsiębiorstwie motoryzacyjnym w Keili. Następnie do 1982 pozostawał etatowym pracownikiem związku zawodowego pracowników transportu i drogownictwa. W latach 1989–1992 przewodniczył tej organizacji.
W latach 90. zaangażował się w działalność Partii Socjaldemokratycznej (działającej przez pewien czas pod nazwą Partia Umiarkowanych). Od 1995 do 1996 stał na czele tego ugrupowania. W 1992 po raz pierwszy uzyskał mandat posła do Zgromadzenia Państwowego. Skutecznie ubiegał się o reelekcję w kolejnych wyborach (1995, 1999, 2003, 2007, 2011 i 2015). Był także radnym miejskim Tallinna.
Dwukrotnie zajmował stanowiska rządowe: w gabinecie Andresa Taranda w latach 1994–1995 był ministrem spraw regionalnych, w rządzie Marta Laara w okresie 1999–2002 ministrem spraw społecznych. W marcu 2014 wybrany na przewodniczącego estońskiego parlamentu. Utrzymał to stanowisko również w marcu 2015 po kolejnych wyborach. W 2019 nie utrzymał mandatu deputowanego, kończąc w tym samym roku pełnienie funkcji przewodniczącego Riigikogu.

## Odznaczenia
- Order Herbu Państwowego V klasy (2001)[3]
- Order Herbu Państwowego II klasy (2018)[4]
- Krzyż Wielki Orderu Zasługi Republiki Włoskiej (Włochy, 2019)[5]
- Medal Rady Bałtyckiej (2011)[6]